# Bożena Grabda-Kazubska
Bożena Grabda-Kazubska (ur. 18 marca 1936 we Włochach, zm. 19 października 1999 w Milanówku) – polska parazytolog.

## Życiorys
Córka Jadwigi i Eugeniusza Grabdów, wybitnych parazytologów. Dzieciństwo spędziła w Michałówce koło Puław, na następnie w Bydgoszczy, gdzie w 1952 ukończyła liceum i zdała egzamin dojrzałości. Następnie studiowała na Wydziale Biologii Uniwersytetu Warszawskiego, ukończyła je mając 21 lat w 1957. Następnie rozpoczęła pracę w Zakładzie Parazytologii PAN pod kierunkiem prof. Wincentego Lesława Wiśniewskiego, a po jego śmierci pracowała samodzielnie prowadząc badania nad przywrami. W 1967 uzyskała na Wydziale Biologii UW stopień doktora nauk przyrodniczych, a w 1976 habilitowała się. W 1990 uzyskała tytuł profesora nadzwyczajnego, a w 1996 została nominowana na stanowisko profesora zwyczajnego w Instytucie Parazytologii PAN. Od 1954 była członkiem Polskiego Towarzystwa Zoologicznego, od 1955 Polskiego Towarzystwa Parazytologicznego, członek Komitetu Parazytologii PAN. W latach 1986–1993 i 1995-1999 kierowała Studium Doktoranckim Instytutu Parazytologii PAN. Zasiadała w Radzie Naukowej Instytutu Parazytologii im. W. Stefańskiego PAN. Od 1961 do 1993 mieszkała w Pruszkowie, następnie w Milanówku, była działaczką Unii Wolności i członkiem Klubu Inteligencji Katolickiej oraz Związku Kynologicznego. Zmarła nagle 19 października 1999, pochowana na cmentarzu parafialnym w Powsinie. 

## Praca naukowa
Podczas studiów w 1954 i 1956 opublikowała pracę na temat pasożyta żaby wodnej, a następnie pasożytów żab jeziora Gołdapiwo. W latach 1958–1967 przygotowała ponad 20 prac dotyczących przywr, prowadziła badania nad cyklami rozwojowymi 14 gatunków przywr, badała też nicienie i kolcogłowy. Dorobek Bożeny Grabdy-Kazubskiej obejmuje 120 prac naukowych i referatów. Pełniła funkcję redaktora Acta Parastitologica oraz członkiem redakcji Folia Parasitologica i Wiadomości Parazytologicznych.

## Nagrody i odznaczenia
- Nagroda Sekretarza Naukowego PAN (zespołowa)
- Indywidualna Nagroda Sekretarza Naukowego PAN (dwukrotnie)
- Indywidualna Nagroda Naukowa Wydziału Nauk Biologicznych PAN
- Złoty Krzyż Zasługi (1998)